# Na'amat
Na'amat (en hebreu: נעמת) és una organització de dones israelianes que forma part del moviment laborista sionista. Na'amat va ser fundada en 1921.

## Etimologia
Na'amat és un acrònim per: Nashim Ovdot o Mitnadvot, (en hebreu: נשים עובדות ומתנדבות) (en català: "Dones Treballadores i Voluntàries").

## Història
Na'amat és el moviment femení més gran d'Israel. Té 800.000 membres (Jueves, Àrabs, Druses i Circasianes) representant al conjunt de la societat israeliana. La majoria de membres són voluntàries.
L'organització té 100 delegacions en ciutats, llogarets i pobles de tot el país. Na'amat té organitzacions germanes en altres països, els seus membres són part del moviment sionista laborista mundial i de l'Organització Sionista Mundial.
En 2008, Na'amat, juntament amb altres dues organitzacions de dones, va rebre el Premi Israel pels seus èxits i per la seva contribució especial a la societat i l'Estat d'Israel.